# Livilla lusitanica
Livilla lusitanica är en insektsart som beskrevs av Hodkinson och Jennifer L. Hollis 1987. Livilla lusitanica ingår i släktet Livilla och familjen rundbladloppor. Inga underarter finns listade i Catalogue of Life.